# Emanuela Orlandi
Pour les articles homonymes, voir Orlandi.
Emanuela Orlandi (née le 14 janvier 1968) est une citoyenne de la Cité du Vatican qui a disparu mystérieusement à Rome le 22 juin 1983.
Cette disparition est l'une des affaires les plus obscures de l'histoire criminelle italienne. Considérée comme une fugue à ses débuts, elle implique l'État du Vatican, l'État Italien, l'Institut pour les œuvres de religion (la banque du Vatican), la Banco Ambrosiano, la Banda della Magliana et les services secrets de différents pays. La disparition d'Emanuela est parfois liée à celle d'une autre jeune fille romaine, Mirella Gregori, qui n'a jamais été retrouvée non plus.
Depuis la disparition de l'adolescente, un grand nombre de pistes et de théories ont alimenté la chronique. Emanuela Orlandi aurait ainsi été vue en divers lieux au cours des années, y compris à l'intérieur de la Cité du Vatican, mais tous ces signalements ne sont pas fiables. L'affaire Orlandi n'est toujours pas résolue, mais les médias italiens suivent encore les rebondissements de l'enquête.

## Disparition

### Les faits
Emanuela Orlandi est la quatrième des cinq enfants d'Ercole et Maria Orlandi. Son père est un employé laïc de la préfecture de la Maison pontificale, qui vit avec sa famille à l'intérieur de la Cité du Vatican. De ce fait, la famille dispose de la citoyenneté vaticane. Emanuela est en deuxième année d'études au lycée scientifique Convitto Nazionale Vittorio Emanuele II, à Rome. Bien que l'année scolaire s'achève en ce mois de juin 1983, elle continue à prendre des leçons de flûte traversière, trois fois par semaine, à l'école Tommaso Ludovico da Victoria, qui dépend de l'Institut pontifical de musique sacrée. Elle fait également partie du chœur de l'église Sainte-Anne-des-Palefreniers.

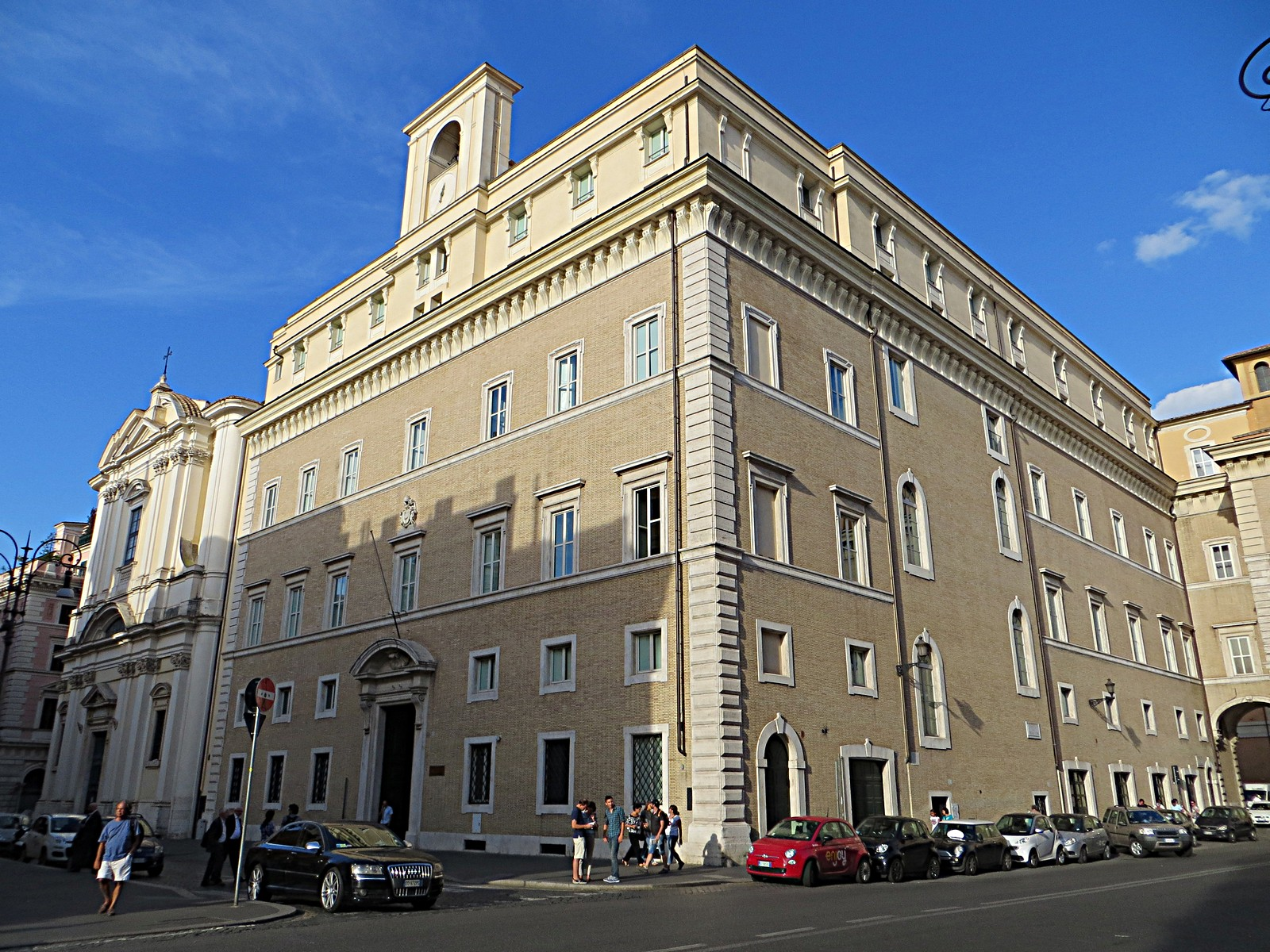
Le conservatoire d'Emanuela, sur la place Saint-Apollinaire, à Rome.

Le 22 juin 1983, Emanuela se rend comme d'habitude en bus à l'école de musique. Après quelques stations, elle descend à l'arrêt devant l'église Saint-André et marche sur environ 200 mètres le long du corso del Rinascimento pour rejoindre le conservatoire, situé à côté de la basilique Saint-Apollinaire. Emanuela arrive à sa leçon avec un retard inhabituel de quinze minutes, se montre distraite et informe une camarade qu'elle compte partir du cours avec 10 minutes d'avance.
Vers 18h45, elle quitte son cours et passe un appel téléphonique à sa sœur Federica. Emanuela l'informe avoir obtenu, sur le chemin du conservatoire, une offre d'emploi de la part d'un représentant de la marque Avon. Cet homme lui aurait proposé 375 000 lires pour distribuer des produits cosmétiques pendant un défilé de mode de la maison Sorelle Fontana au palais Borromini. La somme proposée correspond alors au salaire mensuel d'un fonctionnaire de l'époque. L'homme aurait dit à Emanuela qu'il souhaitait une réponse dans la soirée et qu'il attendrait la jeune fille après son cours. Sa sœur, méfiante, suggère à Emanuela d'en parler avec leurs parents avant de prendre toute décision.
À la fin de la leçon, Emanuela se confie également à une amie et camarade de l'école de musique, Raffaella Monzi, qui l'accompagnait à l'autobus. À 19h30, Emanuela laisse son amie monter dans le bus et reste en arrière. Dès lors, sa trace est perdue.

### Les premiers jours de recherches
Dans la soirée de la disparition d'Emanuela, sa famille alerte la police italienne, mais celle-ci tempère leurs inquiétudes : la jeune fille aurait pu avoir fugué, ou bien « peut-être était-elle avec des amis. » La police italienne indique par ailleurs que la famille ayant la citoyenneté vaticane, leur plainte ne dépend pas de sa responsabilité.
Le lendemain, jeudi 23 juin au matin, le père d'Emanuela dépose une plainte pour enlèvement à l'Inspection générale de la sécurité publique vaticane. Dans la soirée, la plainte sera enrichie d'un témoignage rapporté par les Orlandi : Emanuela aurait été reconnue le 22 juin vers 17h par un policier en faction devant le palais Madame, le Sénat italien, en compagnie d'un homme d'environ 1,75 m, âgé de 35 à 40 ans, au visage mince, atteint d'une calvitie naissante et portant une mallette. Cet homme conduisait une BMW de couleur verte, dans laquelle serait montée Emanuela. D'autres témoins signaleront avoir vu Emanuela monter dans une BMW. Cet officier sera interrogé tardivement par la police. A posteriori, un rapprochement sera effectué entre l'homme à la BMW et Enrico De Pedis, chef de la fameuse Banda della Magliana, organisation criminelle romaine, qui présenterait des similitudes physiques avec le portrait-robot établi par le témoin, mais à l'époque cette piste ne sera pas poursuivie.
Le même jour à 15h, les parents d'Emanuela appellent le directeur de l'école de musique pour demander si l'une des camarades de classe de leur fille aurait des informations, tandis que l'oncle de l'adolescente fait le tour des rédactions romaines pour placer un appel à témoin dans la presse du lendemain. Au cours des deux jours suivants, des appels à témoin sont publiés dans les journaux avec le numéro de téléphone de la famille Orlandi, qui reçoit de nombreux appels téléphoniques, pour beaucoup fantaisistes.
Le samedi 25 juin, à 18h, les Orlandi reçoivent un premier appel téléphonique important. Il s'agit d'un homme se présentant comme un garçon de 16 ans nommé Pierluigi. Il indique qu'avec sa petite amie, il a rencontré deux jeunes filles, toutes deux étant perdues au Campo de' Fiori cet après-midi là. À propos de celle qui pourrait être Emanuela, le jeune homme mentionne notamment la flûte, ses cheveux bruns, ses lunettes qu'elle n'aime pas, ainsi que d'autres détails qui correspondent au signalement. Selon Pierluigi, la jeune fille en question venait de se faire couper les cheveux et s'est présentée sous le nom de Barbara. Elle lui aurait déclaré qu'elle venait de s'enfuir de chez elle et qu'elle vendait des produits Avon. Dans la foulée de cet appel, le SISDE, les services secrets intérieurs italiens, fait placer le téléphone des Orlandi sur écoute, afin de pouvoir enregistrer les prochains appels.
Le 28 juin, un autre homme se faisant appeler Mario téléphone à la famille Orlandi. Il prétend posséder un bar près du pont Vittorio Emanuele II, qui est situé entre le Vatican et l'école de musique d'Emanuela. L'homme déclare qu'il avait rencontré un homme et deux jeunes filles qui vendaient des cosmétiques, dont l'une prétendait être originaire de Venise et s'appeler Barbarella ou Barbara. Celle-ci lui aurait confié être en fugue, qu'elle allait rentrer chez elle à temps pour assister au mariage de sa sœur, mais qu'elle regrettait de ne pouvoir chanter au concert prévu à son école de musique. Des détails qui correspondent à Emanuela Orlandi. De nombreuses années plus tard, Mario sera identifié comme étant fort probablement un homme proche de la Banda della Magliana.
Le 30 juin, 3 000 affiches avec la photographie de l'adolescente sont placardées dans Rome par sa famille.
Le dimanche 3 juillet, dans une déclaration sans précédent pour une simple disparition d'adolescente et alors qu'aucune certitude n'est encore clairement établie quant aux raisons de cette disparition, le pape Jean-Paul II fait appel au cours de l'Angélus à « ceux qui sont responsables de la disparition » d'Emanuela Orlandi : la thèse de l'enlèvement est pour la première fois avancée officiellement.
Depuis le 23 juin 1983, Emanuela Orlandi n'a jamais été retrouvée et reste recherchée par la justice italienne. Sa disparition suscite les rumeurs les plus variées.

## L'hypothèse Ali Ağca

### Les Loups gris, la première piste de l'affaire Orlandi
Le 5 juillet 1983, deux jours après la déclaration du pape, le service de presse du Vatican et la famille Orlandi reçoivent le premier d'une nouvelle série d'appels téléphoniques anonymes : un homme parlant italien avec un accent américain prétend avoir parlé à Emanuela au cours de la soirée et fait entendre aux Orlandi un court enregistrement de la voix de leur fille. Il indique que Pierluigi et Mario, sont des membres de son groupe et pose un ultimatum : Emanuela sera tuée si d'ici au 20 juillet si les autorités italiennes n'ont pas relâché Mehmet Ali Ağca, l'homme qui deux ans plus tôt, le 13 mai 1981, a tiré sur le pape, place Saint-Pierre. Emanuela est ainsi censée être la prisonnière d'un groupuscule terroriste turc d'extrême droite, les Loups gris.
Dans les jours qui suivent, les Orlandi reçoivent de nouveaux appels de « l'Américain ». Le 6 juillet, un homme avec une voix jeune et un accent américain informe l'agence d'information ANSA de la demande d'échange d'Orlandi contre Ağca, et requiert la participation du pape. Il indique par ailleurs que la preuve qu'Emanuela est entre ses mains sera déposée dans une poubelle, sur une place publique près du palais Montecitorio. Ces documents, retrouvés dans un paquet placé dans la poubelle en question, sont une photocopie de la carte d'Emanuela de l'École de musique, un accusé de réception et une maigre note manuscrite de la jeune fille enlevée.
Le 8 juillet, un homme à l'accent semblant être moyen-oriental téléphone à l'un des camarades de classe d'Emanuela : il déclare que celle-ci est entre ses mains et qu'il reste 20 jours pour procéder à l'échange avec Ağca. L'homme demande également la mise en place d'une ligne téléphonique directe avec le secrétaire d'État du Vatican de l'époque, Agostino Casaroli. La ligne sera installée le 18 juillet.
Un total de 16 appels téléphoniques sont passés par « l'Américain » à partir de différentes cabines téléphoniques publiques.
Lui-même interrogé le 8 juillet 1983 par la police italienne, Ağca condamne devant la presse l'enlèvement d'Emanuela, et déclare que les Loups gris ne sont pas responsables de l'attentat contre le pape, qu'il a été perpétré sur ordre d'agents bulgares, eux-mêmes en lien avec le KGB. Une allégation qui ne paraît pas infondée dans le contexte de guerre froide et de la visite de Jean-Paul II en Pologne.
Le 17 juillet, quelques jours avant l'expiration de l'ultimatum fixé par l'Américain, celui-ci téléphone à nouveau à l'ANSA et leur indique qu'une nouvelle preuve de la détention d'Emanuela sera déposée dans une poubelle près du palais du Quirinal. Le paquet retrouvé contient une cassette dont la première face comprend un rappel de l'échange demandé entre l'adolescente et le terroriste, et la seconde un enregistrement des gémissements d'une jeune fille, qui paraît être abusée ou torturée. À l'expiration du délai fixé, les ravisseurs ne se manifestent plus.
À Noël 1983, Jean-Paul II rend une visite privée aux Orlandi et leur affirme que la disparition de leur fille est une affaire relevant du terrorisme international.
Le 20 novembre 1984, dans un communiqué officiel, les Loups gris reconnaissent détenir non seulement Emanuela Orlandi, mais également Mirella Gregori. Toutefois, le magistrat qui enquête sur le cas Orlandi ne croit pas qu'il y ait de lien crédible entre l'enlèvement d'Emanuela, l'agresseur du pape et l'organisation terroriste turque. En l'absence de preuves pour étayer cette piste, l'affaire est close en juillet 1997.
En 2011, un repenti de la Banda della Magliana déclare au magistrat instructeur que l'enlèvement d'Emanuela n'est pas lié à l'organisation turque des Loups gris, ni à Ağca. La piste des Loups gris sera par ailleurs démentie par un ancien officier de la Stasi, Günter Bohnsack. Selon cet ancien fonctionnaire est-allemand, cette théorie permettait aux Loups gris de détourner l'enquête sur la tentative d'assassinat de Jean-Paul II.

### Allégations ultérieures
Lors d'un entretien en prison avec la Rai, Ağca indique que la jeune fille est vivante et qu'elle n'est pas en danger. Elle vivrait cloîtrée dans un couvent. Il nie avoir connaissance directe du sort de la jeune fille, mais affirme que ses affirmations résultent de « quelques déductions logiques ».
Au milieu de l'année 2000, le juge Ferdinando Imposimato, se fondant sur ce qu'il sait des Loups Gris[pas clair], un groupe d'extrême-droite turc, déclare qu'Orlandi, devenue adulte, vivrait parfaitement intégrée dans la communauté musulmane et qu'elle aurait probablement vécu pendant longtemps à Paris. Il demeure l'un des rares partisans de cette thèse et de la connexion Orlandi-Ağca.
Dans une lettre publiée en 2006, Ağca affirme qu'Emanuela Orlandi et une autre fille, Mirella Gregori, toutes deux disparues en 1983, ont été enlevées dans le cadre d'un plan pour obtenir sa libération de prison. Il affirme que les filles ont été cachées dans un palais royal au Liechtenstein. Selon le témoignage d'Ağca, les disparitions des deux jeunes filles seraient également en rapport avec la disparition, le 9 septembre 1983 lors du Festival du film de Venise, du journaliste soviétique Oleg G. Bitov.
Après avoir passé 25 ans derrière les barreaux en Italie ainsi qu'en Turquie pour l'assassinat d'Abdi İpekçi, un journaliste turc, Mehmet Ali Ağca est temporairement libéré de la prison d'Istanbul, avant d‘être à nouveau emprisonné, sa libération résultant apparemment d'une « erreur ». Ağca est définitivement libéré en janvier 2010.
Le 2 février 2010, Pietro Orlandi, frère d'Emanuela, rencontre Aǧca, dont il reçoit l'assurance qu' « Emanuela est vivante et reviendra bientôt à la maison ». Selon l'ancien loup gris, la jeune fille « vit maintenant recluse dans une villa en France ou en Suisse ». L'ancien terroriste réaffirme également son hypothèse d'un enlèvement par le Vatican (déjà mentionnée lors d'un appel du 5 juillet 1983) et l'implication du cardinal Giovanni Battista Re. Un an plus tard, l'enregistrement de l'entretien est révélé dans l'émission télévisée Chi l'ha visto? (it) mais le nom du cardinal est censuré. Pietro Orlandi indique qu'il a parlé au cardinal Re, qui a nié les paroles de l'ancien terroriste.
Le 9 novembre 2010, Ağca est interviewé pour la première fois depuis sa libération par la télévision d'État turque, la TRT, dans l'émission Kozmik Oda. Dans cet entretien, il déclare que le Vatican a non seulement organisé la tentative d'assassinat du pape, mais aussi qu'Orlandi a été maintenue prisonnière dans la Cité et qu'elle vit dorénavant dans un pays d'Europe centrale en tant que nonne dans un monastère catholique. Il ajoute que les parents d'Emanuela peuvent voir leur fille chaque fois qu'ils le veulent, mais qu'elle n'a pas été autorisée à quitter le monastère.

## De nouveaux témoignages, de nouvelles pistes

### Liens présumés avec la Banda della Magliana et reprise de l'enquête

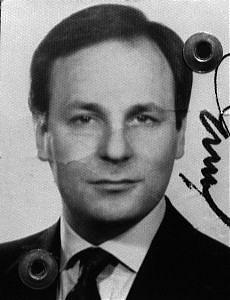
Enrico « Renatino » De Pedis

En juillet 2005, lors de la diffusion de l'émission Chi l'ha visto? (it) (Qui l'a vu ?), sur Rai 3, un appel anonyme indique que pour résoudre le cas Orlandi il est nécessaire d'aller voir qui est enterré dans la crypte de la basilique Saint-Apollinaire de Rome et de se renseigner sur la faveur faite par « Renatino » au cardinal Poletti. Lors de la préparation du programme, la rédaction de Rai 3 avait reçu une carte postale portant le texte suivant : « Laissez Renatino » (en italien : « Lasciate stare Renatino »).
Rapidement, la presse et la police découvrent que l'homme enterré dans la crypte est Enrico De Pedis, surnommé « Renatino », l'ancien chef de la Banda della Magliana. L'inhumation de ce mafieux dans la basilique surprend : le code de droit canonique de 1983 n'autorise que le pape, les cardinaux et les évêques à être enterrés dans une église. Un document officiel du Vatican déclare ainsi que le criminel, responsable de plusieurs meurtres, a fait « des contributions particulières pour les jeunes, intéressé principalement dans leur formation humaine et chrétienne. » On découvre également qu'il a versé pour sa tombe un milliard de lires (450 000 euros) au cardinal Poletti, vicaire général de Rome.
Le 20 février 2006, un repenti de la Magliana, Antonio Mancini, affirme reconnaître la voix de celui qui, en 1983 avait téléphoné aux Orlandi en se présentant sous le nom de Mario : il s'agirait du tueur Libero Angelico, surnommé Rufetto, qui était au service de De Pedis. Les enquêtes menées par le bureau du procureur ne confirment cependant pas ce point.
Le 30 juin 2008 l'émission Chi l'ha visto? diffuse intégralement l'enregistrement de l'appel téléphonique anonyme du juillet 2005 jusqu'alors inédit. Après les révélations sur la tombe de De Pedis et sur le cardinal Poletti, la voix ajoute : « Et demandez au barman de la Via Montebello si sa fille était avec elle… avec l'autre Emanuela ». Le bar s'avère appartenir à la famille de Mirella Gregori, une autre jeune fille disparue à Rome, le 7 mai 1983, dans des circonstances mystérieuses et dont l'enlèvement a été relié à celui d'Orlandi.
En juillet 2011, le procureur de Rome fait arrêter certains membres de la famille romaine De Tomasi, accusés de crimes, d'usure et de blanchiment d'argent. Selon les enquêteurs, Giuseppe De Tomasi, connu sous le surnom de Sergione, est un membre de la Magliana et serait celui qui, surnommé « l'Américain », aurait appelé la famille Orlandi en 1983. Son fils, Carlo Alberto De Tomasi, serait quant à lui l'auteur de l'appel à l'émission Chi l'ha visto? de juillet 2005.
En juillet 2010, le Vicariat de Rome donne l'autorisation d'inspecter la tombe d'Enrico De Pedis. Le 14 mai 2012, la police italienne procède à l'exhumation du corps d'Enrico De Pedis,,. Si le corps de De Pedis reposait bien dans la crypte, le corps d'Emanuela ne s'y trouve pas,,. En creusant plus profondément ne sont trouvés que des restes d'ossements datant de la période napoléonienne. Le père Federico Lombardi, du service de presse du Vatican, se félicite de cette « initiative de la magistrature », y voyant « un fait positif, qui correspond à ce qui était souhaité, afin que tout soit fait pour le déroulement et la conclusion de l'enquête ».

### Sabrina Minardi : un témoignage parallèle corroborant la piste ?
En juin 2006, un an après la première diffusion de Chi l'ha visto?, la journaliste Raffaella Notariale obtient une interview de Sabrina Minardi qui, entre le printemps 1982 et novembre 1984, fut la maîtresse d'Enrico De Pedis.
Sabrina Minardi déclare notamment qu'un soir de l'été 1983, à la demande de De Pedis, elle s'est rendue en voiture (une Autobianchi A112 blanche) à un rendez-vous au bar Gianicolo. Elle devait y rencontrer une jeune fille censée « accompagner un préposé du Vatican ». Arrive alors une BMW noire conduite par Sergio, le chauffeur de De Pedis, ainsi qu'une Renault 5 rouge avec à son bord une certaine Teresa (la femme de ménage de Daniela Mobili, une amie de Minardi) ainsi qu'une jeune fille identifiée dans le témoignage comme étant Emanuela Orlandi. Sergio aurait laissée l'adolescente seule avec Sabrina Minardi dans la BMW : la jeune fille pleurait et riait en même temps, semblait confuse et « paraissait droguée ». Sabrina Minardi conduit la jeune fille jusqu'à une station essence proche du Vatican, où une Mercedes portant des plaques d'immatriculation de la Cité pontificale attend avec un homme « qui ressemblait à un prêtre » : celui-ci prend le relais.
La jeune fille aurait ensuite passé sa captivité à Rome, dans la propriété de Daniela Mobili, au 13 de la via Antonio Pignatelli, dans le quartier Monteverde Nuovo (Gianicolense). Cette maison disposait d'« un énorme sous-sol qui atteignait presque celui de l'hôpital San Camillo » (dont l'existence et celle d'un lac souterrain ont été découverts par les enquêteurs le 26 juin 2008). Teresa, Mobili et Sabrina Minardi s'occupaient d'Emanuela Orlandi.
Cependant, Mobili nie connaître Sabrina Minardi ou avoir eu un rôle dans l'enlèvement d'Emanuela Orlandi. Elle était, tout comme son mari, en prison à cette époque. Sabrina Minardi a quant à elle toujours accusé la femme de ménage, Teresa, qui travaillait dans l'appartement à ce moment-là,.
Par la suite, Sabrina Minardi mentionne encore un autre membre de la Magliana reconnaissable sur un vieux portrait-robot, traqué par la police. Celui-ci reconnaît que l'immeuble de la via Pignatelli était bien une planque, « mais pas pour les otages ». Elle était destinée selon lui aux fugitifs, et fut notamment le refuge de Renatino De Pedis. Il nie également le lien entre l'ancien patron de la Magliana et l'enlèvement d'Orlandi. Sabrina Minardi cite également Giulio Andreotti, avec qui elle aurait dîné à deux reprises, en compagnie d'un autre collègue de De Pedis, déjà recherché à cette époque par la police. Elle précise toutefois qu'Andreotti « n'a rien à voir directement avec Emanuela Orlandi, mais avec Mgr Marcinkus ».
Le 23 juin 2008, la presse italienne révèle que Sabrina Minardi a déclaré devant le tribunal[Lequel ?] qu'Emanuela Orlandi avait été tuée et que son corps, enfermé dans un sac, avait été jeté dans une bétonnière à Torvaianica, une petite station balnéaire à proximité de Rome. À cette occasion, selon Sabrina Minardi, De Pedis se serait également débarrassé du corps d'un jeune garçon de 11 ans, Nicitra Domenico, le fils d'un ancien membre de la bande, assassiné par vengeance. Cependant, le petit Nicitra a été tué le 21 juin 1993, dix ans après la date à laquelle Sabrina Minardi situe l'épisode, et trois ans après la mort de De Pedis survenue au début des années 1990. Selon le témoignage de Sabrina Minardi, l'enlèvement d'Emanuela Orlandi a été effectué par Enrico De Pedis sur ordre de Paul Casimir Marcinkus « comme s'ils voulaient donner un message à quelqu'un parmi eux »,.

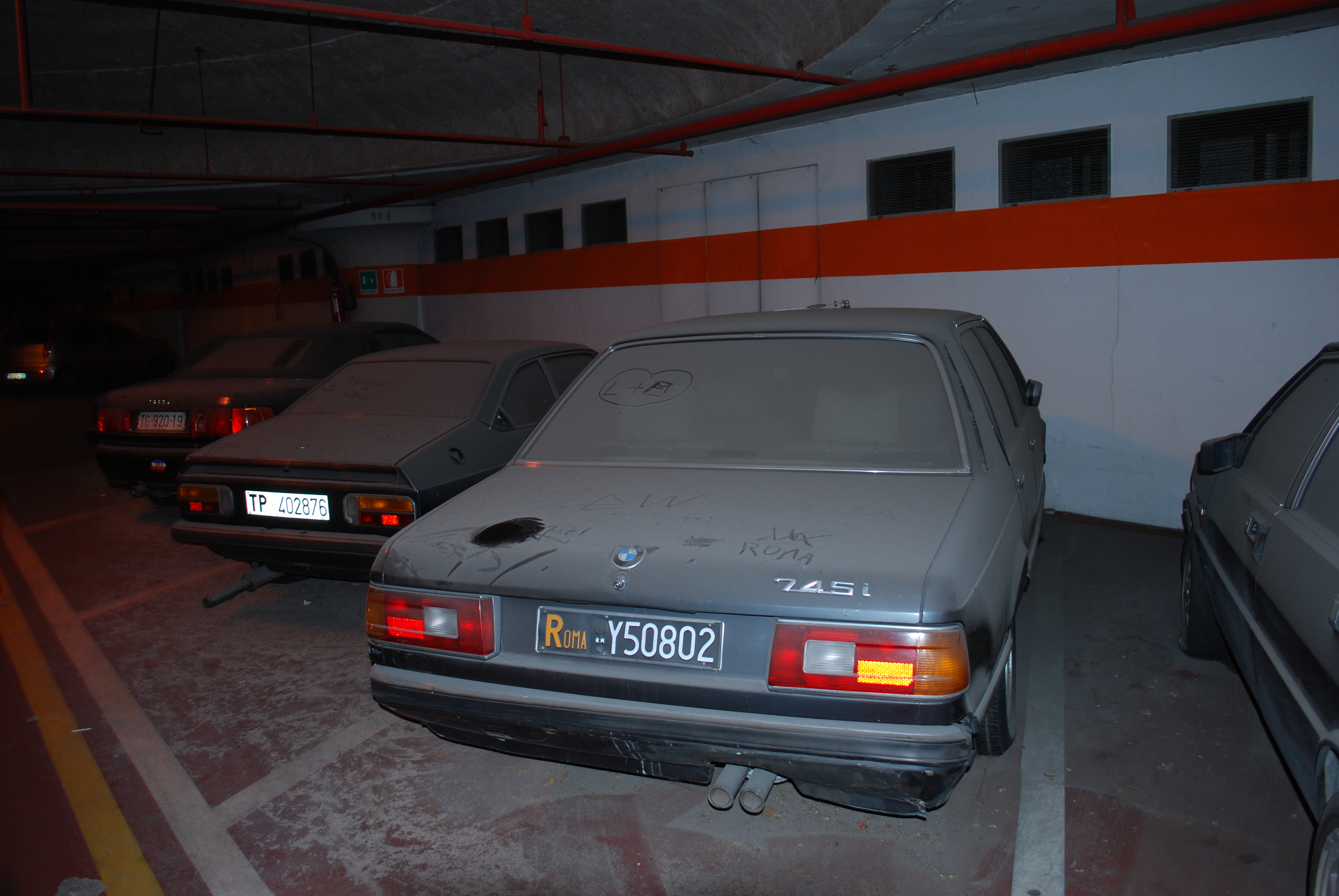
La BMW retrouvée en août 2008.

Les enquêteurs reconnaissent que les déclarations de Sabrina Minardi sont partiellement incohérentes : sa toxicomanie a pu altérer sa mémoire. Mais en août 2008, son témoignage est crédibilisé par la découverte de la BMW que Sabrina Minardi affirme avoir conduite pour le transport d'Emanuela Orlandi. Celle-ci appartenait d'abord à Flavio Carboni, un homme d'affaires visé (et plus tard acquitté) lors de l'enquête sur la mort de Roberto Calvi, puis à l'un des comparses de la Magliana.
La publication des rapports de la magistrature[Lequel ?] concernant Minardi a suscité des protestations du Vatican. Le père Federico Lombardi, porte-parole du service de presse du Vatican, déclare qu'il y a en plus de l'absence « d'humanité et de respect pour la famille Orlandi, qui ravive leur douleur » des « allégations scandaleuses contre l'archevêque Marcinkus, mort depuis longtemps et incapable de se défendre. »
Le 19 novembre 2009, Sabrina Minardi, interrogée au parquet de Rome par les procureurs Giancarlo Capaldo et Simona Maisto, semble avoir identifié l'Américain, l'homme qui, dans les jours suivant immédiatement la disparition d'Emanuela Orlandi, a téléphoné à plusieurs reprises à la famille,,,.
Le 21 novembre, Rai News 24 diffuse une nouvelle interview de Sabrina Minardi par la journaliste Raffaella Notariale. Elle y déclare qu'Emanuela Orlandi a passé les quinze premiers jours de captivité à Torvaianica, dans la maison de plage qui appartenait à ses parents.
Le 10 mars 2010, l'identité d'un nouveau suspect est annoncée : il s'agit de Sergio Virtù, signalé par Sabrina Minardi comme étant le chauffeur de Renatino De Pedis. Il aurait eu un rôle opérationnel dans l'enlèvement de la jeune fille. L'homme fait l'objet d'enquêtes pour crimes, assassinats et enlèvements avec circonstances aggravantes. Virtù a été arrêté le jour de l'interrogatoire pour d'autres infractions et transféré à la prison Regina Coeli. Une autre femme, que les enquêteurs ont présentée comme étant une ancienne partenaire, rapporte qu'il a joué un rôle dans l'enlèvement d'Orlandi et a reçu une compensation pour cela.
Le 17 juin 2011, lors d'un débat télévisé sur le livre de Pietro Orlandi, Mia sorella Emanuela (Ma sœur Emanuela), un homme avoue en direct qu'il est un ancien agent du SISMI et affirme que celle-ci est en vie et se trouve dans un asile en Angleterre. Il ajoute qu'il a eu connaissance par Ercole Orlandi, le père d'Emanuela et de Pietro, que l'enlèvement avait un lien avec les activités de blanchiment d'argent sale liées à la Banca Antonveneta (en) et à sa faillite, ainsi qu'avec l'enlèvement de Roberto Calvi.
Le 24 juillet 2011, un repenti de la Magliana, Antonio Mancini, qui s'était déjà signalé en février 2006 en affirmant pouvoir identifier la voix du soi-disant Mario, déclare dans une interview à La Stampa qu'Emanuela Orlandi a bien été enlevée par son organisation pour récupérer l'argent investi dans la banque du Vatican au moyen de la Banco Ambrosiano. Cette thèse avait déjà été avancée par le juge Rosario Priore. Mancini mentionne la somme de 20 milliards de lires (sûrement sous-estimée) pour qu'Enrico De Pedis cesse ses attaques contre le Vatican, et le souhait de De Pedis d'être inhumé à la basilique Saint Apollinaire. Malgré tout cet argent, Emanuela n'a pas été restituée à sa famille.
Le 18 mai 2012, quatre jours après l'exhumation de De Pedis, Pietro Vergari, ancien aumônier de la prison Regina Cœli où avait été détenu le gangster, et recteur de la basilique Saint Apollinaire jusqu'en 1991, est inculpé pour complicité dans l'enlèvement d'Emanuela.

### Les accusations envers Paul Marcinkus et la piste vaticane
L'archevêque Paul Casimir Marcinkus, d'origine américaine, fut interprète de Jean XXIII puis garde du corps de Paul VI, avant d'être nommé pro-président de la Commission pontificale pour l'État de la Cité du Vatican en 1981. Il occupe alors le troisième rang protocolaire, derrière le pape et le secrétaire d'État, et conservera ces fonctions jusqu'en 1984. Il est également président de l'Institut pour les œuvres de religion (la banque du Vatican). Ce prélat est cité dans plusieurs affaires et est soupçonné d'avoir été en rapport avec la Banda della Magliana.
Le scénario soutenu, notamment dans le docu-série Emanuela Orlandi : la disparue du Vatican présenté par Netflix en octobre 2022 est le suivant. Anticommuniste et très proche d'un pape polonais souhaitant lui-même affaiblir le bloc de l'Est, Monseigneur Marcinkus aurait fait en sorte de financer le syndicat polonais Solidarność depuis le Vatican, par des fonds provenant de la mafia romaine, réunis par l'intermédiaire d'Enrico De Pedis. Sabrina Minardi affirme ainsi qu'elle jouait un rôle d'intermédiaire entre Enrico De Pedis et Monseigneur Marcinkus, à qui elle livrait des sacs d'argent. L'archevêque et le directeur de la Banco Ambrosiano, Roberto Calvi, auraient ensuite monté un système de blanchiment d'argent pour préserver le secret sur la provenance de ces fonds. Dès lors, la mort mystérieuse de Roberto Calvi à Londres en 1982 et l'enlèvement d'Emanuela Orlandi en 1983 auraient été commandités par la mafia pour avertir le Vatican et réclamer la restitution de ces fonds.
Selon certains journaux et publications, mais aussi selon un rapport rédigé par le directeur du SISDE (it), Vincenzo Parisi (it), dans une déclaration restée confidentielle jusqu'en 1995, « l'Américain serait l'archevêque Paul Marcinkus ». Les spécialistes du SISDE ont analysé les messages et les appels téléphoniques reçus par la famille Orlandi (un total de 34 communications fiables). Leurs conclusions les portent à croire que celui qui fut surnommé l'Américain est effectivement sans doute de culture anglo-saxonne, qu'il a une meilleure connaissance de la langue latine que de l'italien, qu'il possède un haut niveau culturel et connaît bien l'Église catholique, le Vatican et Rome où il a probablement vécu. Ces conclusions des services secrets viennent ainsi corroborer le témoignage de Sabrina Minardi.

## Ultimes rebondissements de l'affaire
En mars 2013, la famille Orlandi se rend à une messe dite par le pape François quelques jours après son élection à l'église Sainte-Anne-des-Palefreniers. Pietro Orlandi affirme qu'en marge de cette cérémonie le souverain pontife lui aurait dit à propos de sa sœur : « Elle est au ciel. ». Il aurait demandé à plusieurs reprises un entretien personnel avec le pape sans l'obtenir. 
En 2016, à la suite des révélations des Vatileaks, le journaliste Emiliano Fittipaldi parvient à se procurer la copie d'un document de l'administration vaticane, signé du cardinal Lorenzo Antonetti, évoquant explicitement les « frais supportés par l'État du Vatican pour les activités liées à la citoyenne Emanuela Orlandi » pendant 14 ans, entre 1983 et 1997. Ce document mentionne ainsi des frais de scolarité, de bouche, de logement, de voyage, ou encore des dépenses de santé, et indique la ville de Londres, où la jeune femme aurait vécu dans une auberge de jeunesse tenue par les Scalabriniens, une congrégation catholique. Le document indique également une ultime dépense : 21 millions de lires pour « activités générales et transfert au Vatican et gestion des procédures finales »,. La presse italienne a cependant admis qu'il était possible que ce document soit un faux.
Le 31 octobre 2018, lors de travaux dans la Villa Giorgina (it) propriété de l'État du Vatican et siège de la nonciature apostolique (en) auprès de la République italienne, des ossements humains sont retrouvés. Si certains estiment au début qu'il pourrait s'agir des restes d'Emanuela, les analyses de la police italienne indiquent qu'il s'agit finalement d'un homme mort au Ier siècle de notre ère.

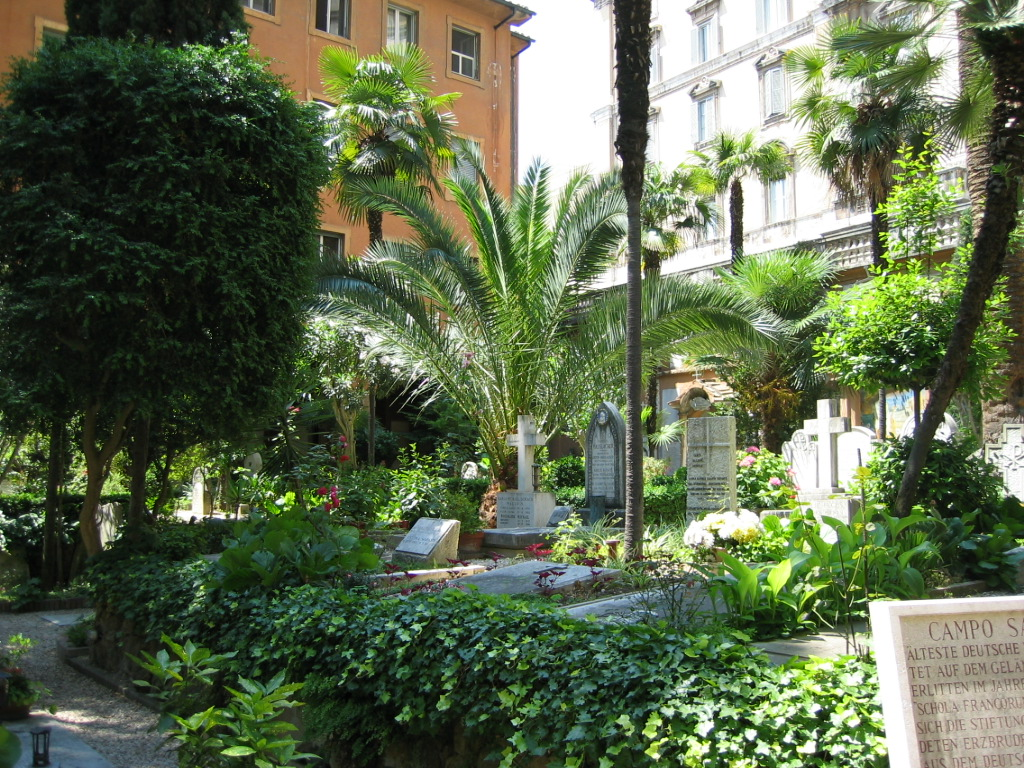
Le cimetière teutonique où des exhumations ont été menées en 2019.

En juillet 2019, à la suite d'une lettre anonyme adressée à l'avocate de Pietro Orlandi, l'enquête se tourne vers deux tombes situées dans le cimetière teutonique, le seul cimetière du Vatican. Ces tombes, aux noms de Sophie de Hohenlohe-Waldenburg-Bartenstein et de Charlotte-Frédérique de Mecklembourg-Schwerin, ne contenaient pas les corps des deux princesses allemandes et leur ouverture ne permet pas de retrouver d'ossements pouvant être ceux d'Emanuela.
En octobre 2022, un docu-série produit par Netflix intitulé Emanuela Orlandi : la disparue du Vatican, revient sur l'affaire. Une ancienne amie et camarade de classe d'Emanuela y affirme pour la première fois que la jeune fille, une semaine avant son enlèvement, lui aurait confié en secret avoir été « importunée » dans les jardins du Vatican par un homme d'église proche du pape,. Quelques semaines après la diffusion de la série documentaire, le 10 janvier 2023, le Saint-Siège annonce l'ouverture d'une enquête sur la disparition d'Emmanuela Orlandi. Le 11 avril 2023, Pietro Orlandi est reçu pendant près de huit heures par Alessandro Diddi, promoteur de justice du Vatican, qui indique lui avoir communiqué de nouvelles preuves. Le même jour, la chaîne de télévision La7 diffuse une émission au cours de laquelle Pietro Orlandi produit l'enregistrement d'un homme qui se présente comme proche de la mafia et affirme avoir été chargé d'éliminer des jeunes filles qui auraient été exploitées sexuellement par des prélats de la Curie. Pietro Orlandi prétend avoir la preuve que Jean-Paul II lui-même avait pour habitude de sortir la nuit du Vatican pour abuser de jeunes filles accompagné de deux messeigneurs polonais et de les amener également au Vatican. Ces allégations suscitent les réactions indignées du cardinal Stanislaw Dziwisz, ancien secrétaire particulier de Jean-Paul II, du journaliste Andrea Tornielli et du pape François.

## Autres hypothèses

### La disparition de Mirella Gregori
Mirella Gregori disparaît près de la Porta Pia, à Rome, le 7 mai 1983. Cette disparition présente plusieurs similitudes avec le cas Orlandi : outre l'âge des jeunes filles, des appels téléphoniques anonymes sont également rapportés par la famille Gregori. Parmi les pistes de cette affaire, la mère de Mirella, lors d'une visite du pape dans une paroisse romaine le 15 décembre 1985, reconnaît en Raoul Bonarelli, un homme de l'escorte papale, une personne qui parlait souvent avec sa fille et son ami dans un bar situé près de son domicile. Un mois et demi après la disparition de Mirella Gregori, au moment de la disparition d'Emanuela Orlandi, un rapprochement sera fait entre les deux affaires. Mirella ne sera jamais retrouvée non plus.
Cependant, aucun élément tangible n'a émergé pouvant étayer un quelconque lien entre la disparition de Mirella Gregori et celle d'Emanuela Orlandi. Les deux jeunes filles, bien qu'ayant le même âge, ne se connaissaient pas et n'avaient aucune connaissance en commun.

### L'implication de la Banda della Magliana en tant que soutien logistique des Loups gris?
Les thèses des Loups gris et de la Banda della Magliana ont été rapprochées : l'organisation mafieuse aurait pu apporter un soutien logistique aux Loups gris, comme ce fut le cas lors de l'attentat de la gare de Bologne en 1980. Il n'est pas impossible que l'organisation italienne ait préparé la tentative d'assassinat de Jean-Paul II. L'enlèvement d'Emanuela Orlandi ne serait, selon cette hypothèse, qu'une tentative de libération du criminel turc pour le compte des Loups gris, opérée par l'organisation mafieuse.

### La théorie Nicotri
En 2002, avec la publication du livre Mistero Vaticano (Le Mystère du Vatican) et en 2009, avec la publication de Emanuela Orlandi - La verità (Emanuela Orlandi - La vérité), le journaliste Pino Nicotri, ancien rédacteur en chef de L'Espresso, rejette toutes les hypothèses sur l'enlèvement, les réduisant à des tentatives destinées à cacher les faits. Dans ses livres, Pino Nicotri affirme que l'implication supposée des services secrets d'Europe de l'Est est fausse et n'est qu'une manœuvre opportuniste contre Jean-Paul II pour l'affaiblir et réduire la force du mouvement Solidarność. De même, selon la presse du web, les prétendus retournements de l'enquête reposeraient sur les déclarations de témoins improbables au fil des années. L'implication présumée du crime organisé ne serait pas due à un complot international mais le résultat d'une suite d'événements qui arrangeraient les échelons supérieurs du Vatican en couvrant la réalité d'une affaire épineuse[pas clair].
Orlandi, selon Nicotri, serait morte au Vatican au cours d'une rencontre avec quelqu'un de très haut placé dans la hiérarchie ecclésiastique. Cette hypothèse rapprocherait l'affaire Orlandi de l'affaire Wilma Montesi : le journaliste Max Palmer affirme ainsi avoir été frappé par la similitude des deux affaires.

### La piste pédophile de Boston
En janvier 2002, le cardinal Bernard Law est accusé d'avoir pendant de nombreuses années couvert les agissements de prêtres pédophiles dans l'archidiocèse de Boston. En mai 2002, le procès s'ouvre devant la Cour de Suffolk. Le journaliste Fabrizio Peronaci du Corriere della Sera fait alors un rapprochement possible avec les enlèvements d'Emanuela Orlandi et de Mirella Gregori.
Le bureau de poste de la station de Kenmore, dans le centre de Boston, a été utilisé pour envoyer des lettres faisant allusion à des enlèvements et la prestation d'un groupe de pédophiles qui a signé NAMBLA (North American Man/Boy Love Association)[pas clair]. En lien avec ces faits, une enveloppe portant le cachet de Kenmore est adressée à Richard Roth, correspondant à Rome de la chaîne CBS : elle promet un « épisode technique » qui remuera les consciences. L'expertise graphologique établit que la lettre est de la même écriture qu'un précédent message .

### La théorie d'un réseau d'exploitation sexuelle
Dans un livre paru en mai 2012, L'ultimo esorcista (Le Dernier Exorciste) le père Gabriele Amorth, exorciste du diocèse de Rome, affirme qu'Emanuela Orlandi aurait été enlevée par un agent de la gendarmerie vaticane pour des parties fines, victime d'un réseau d'exploitation sexuelle, puis assassinée. Interrogé par le quotidien italien La Stampa, il déclare que « le personnel diplomatique d'une ambassade étrangère (américaine) auprès du Saint-Siège était également impliqué dans ce réseau ». Selon Simeone Duca, archiviste du Saint-Siège, un gendarme du Vatican aurait servi de recruteur pour ces parties fines,.

## Sources
- Paris match (Numéros 3189 à 3197)